# Cistícola de Chubb
La cistícola de Chubb (Cisticola chubbi) és una espècie d'ocell passeriforme de la família Cisticolidae pròpia de les muntanyes d'África ecuatorial.

## Descripció
És un ocell petit de cua esgraonada i relativament llarga. El plomatge de les part superiors és marró grisós, excepte la part superior del cap (píli, front i clatell) que és de color marró vermellós. Les parts inferiors són de color gris clar, a excepció de la gola i part superior del pit que són blancs.

## Distribució i hàbitat
Es troba distribuït en poblacions separades en les muntanyes entre el Camerun i Nigèria i en les muntanyes del nord de la regió dels Grans Llacs.

## Taxonomia
Fou descrit científicament el 1892 per l'ornitòleg Richard Bowdler Sharpe.
Es reconeixen quatre subespècies:
- C. c. adametzi Reichenow, 1910 – es troba a les muntanyes entre el sud-est de Nigèria i sud-oest del Camerun;
- C. c. discolor Sjöstedt, 1893 – Localitzat en el mont Fako (sud-oest de Camerun);
- C. c. chubbi Sharpe, 1892 – es troba des de l'est de la República Democràtica del Congo a l'oest de Kenya;
- C. c. marungensis Chapin, 1932 – localitzada en la meseta Marangu (sud-est de la RD del Congo).